# Chasmatonotus maculipennis
Chasmatonotus maculipennis är en tvåvingeart som beskrevs av Rempel 1937. Chasmatonotus maculipennis ingår i släktet Chasmatonotus och familjen fjädermyggor. Inga underarter finns listade i Catalogue of Life.